# Bernard Derosier
 (novembre 2023).
Bernard Derosier, né le 10 novembre 1939 à Chevilly (Loiret), est un homme politique français.

## Biographie
Instituteur de formation, il effectue son service militaire en Algérie où il enseigne durant une année scolaire. Il est ensuite nommé instituteur à Wasquehal, dans le Nord, puis à Saint-André-lez-Lille (Nord).
En 1963, il adhère à la SFIO. Il est également l'un des responsables du SNI (Syndicat national des instituteurs) et de la Fédération de l'Éducation nationale (FEN).

## Vie politique

### Mandat de maire
Bernard Derosier devient tout d'abord adjoint au maire de Hellemmes en 1977. Puis, de 1983 à mars 2001, il est maire de Hellemmes, commune associée à Lille.

### Mandat de député
En 1973, il est suppléant d'Arthur Cornette, député-maire d'Hellemmes, qui est réélu dans la deuxième circonscription. Il y sera élu député en 1978 et depuis lors réélu à chaque élection législative.
Réélu député le 16 juin 2002, pour la XIIe législature dans la 2e circonscription du Nord, il est de nouveau réélu le 16 juin 2007, pour la XIIIe législature. Il fait partie du groupe Socialiste, radical, citoyen et divers gauche (SRC).
Il est questeur de l'Assemblée nationale de 1993 à 1995, puis de 1997 à 1999.

### Mandat de conseiller général et président du conseil général du Nord
En 1985, il succède en tant que président du conseil général du Nord à Albert Denvers, mais n'est pas réélu à la présidence en 1992, la gauche ayant perdu la majorité. Par le jeu de l'alternance politique, il a présidé à nouveau cette institution de mars 1998 à mars 2011.

## Au Parti socialiste
Militant socialiste depuis 1963, Bernard Derosier est également membre du conseil national du Parti socialiste.[réf. souhaitée]

## Autres fonctions politiques
Bernard Derosier a présidé la Fédération nationale Léo-Lagrange, le SNATEM (Service national d'accueil téléphonique pour l'enfance maltraité, le 119) et le Conseil supérieur de l'adoption.[réf. souhaitée]
À partir de septembre 2004, il devient le quatrième président du Conseil supérieur de la fonction publique territoriale. Philippe Laurent lui succède en septembre 2011.

## Annulation d'un arrêté de nomination, le 13 octobre 2009
En octobre 2009, le préfet de la région Nord-Pas-de-Calais, Daniel Canepa, a attaqué un arrêté signé en 2008 par Bernard Derosier. Cet arrêté renouvelait pour un an le CDD de son fils Philippe Derosier comme directeur des Affaires juridiques du département du Nord, au grade d'administrateur. À l'audience le 13 octobre 2009 au tribunal administratif de Lille, Charles-Édouard Minet, rapporteur public, a demandé l'annulation dudit CDD au motif que cette fonction, selon la loi, est réservée à des fonctionnaires territoriaux, dotés des diplômes correspondants,.
Bernard Derosier a cependant précisé que son fils Philippe était titulaire d'un DEA de droit public et qu'« il a intégré le Département en tant que conseiller technique chargé des affaires juridiques en 1999. Un poste qui l'a amené à bien connaître le fonctionnement de l'institution. »,.
Il faut prendre garde à une quasi homonymie car Bernard Derosier a un autre fils qui se prénomme presque comme son frère : Jean-Philippe Derosier. Il est aussi juriste et, aujourd'hui, Professeur de droit public à l'université de Lille, après avoir également collaboré avec son père, mais exclusivement à l'Assemblée nationale.

## Synthèse des mandats

### Mandats nationaux
- 19/03/1978 - 22/05/1981 : député du Nord[8]
- 21/06/1981 - 01/04/1986 : député du Nord[réf. souhaitée]
- 16/03/1986 - 14/05/1988 : député du Nord[réf. souhaitée]
- 12/06/1988 - 01/04/1993 : député du Nord[réf. souhaitée]
- 28/03/1993 - 21/04/1997 : député du Nord[réf. souhaitée]
- 01/06/1997 - 18/06/2002 : député du Nord[réf. souhaitée]
- 19/06/2002 - 19/06/2007 : député du Nord[réf. souhaitée]
- 20/06/2007 - 17/06/2012 : député du Nord[réf. souhaitée]

### Mandat locaux

#### Conseil municipal
- 14/03/1983 - 19/03/1989 : Maire délégué  Hellemmes-Lille (Nord)[9]
- 20/03/1989  - 18/06/1995 : Maire délégué Hellemmes-Lille (Nord)[réf. souhaitée]
- 19/06/1995 - 18/03/2001 : Maire délégué  Hellemmes-Lille (Nord)[réf. souhaitée]
- 19/03/2001 - 27/06/2002 : Membre du conseil municipal de Hellemmes-Lille (Nord)[réf. souhaitée]
- 14/03/1983 - 19/03/1989 : Membre du conseil municipal de Lille [réf. souhaitée]
- 20/03/1989 - 18/06/1995 : Membre du conseil municipal de Lille [réf. souhaitée]
- 19/06/1995 - 18/03/2001 : Membre du conseil municipal de Lille [réf. souhaitée]
- 19/03/2001 - 27/06/2002 : Membre du conseil municipal de Lille [réf. souhaitée]

#### Conseil général du Nord
- 01/10/1973 - 18/03/1979 : Membre du conseil général du Nord[réf. souhaitée]
- 19/03/1979 - 17/03/1985 : Membre du conseil général du Nord[réf. souhaitée]
- 18/03/1985  - 29/03/1992 : Président du conseil général du Nord[réf. souhaitée]
- 30/03/1992 - 22/03/1998 : Membre du conseil général du Nord[réf. souhaitée]
- 23/03/1998  - 28/03/2004 : Président du conseil général du Nord[réf. souhaitée]
- 28/03/2004  - 31/03/2011 : Président du conseil général du Nord[réf. souhaitée]

## Décorations
- Chevalier de la Légion d'honneur Il est fait chevalier le 12 juillet 2013[10].